# Sputnik 3
Sputnik 3 (auch bekannt als D1-2) war ein sowjetischer Forschungssatellit aus der Sputnik-Serie.

## Technik
Mit 1327 kg war er der schwerste und komplexeste bis dahin gebaute Satellit. Da er für die Sputnik-Trägerraketenversion 8K71PS, mit der Sputnik 1 und Sputnik 2 gestartet worden waren, zu schwer war, entwickelte OKB 1, der Lieferant der Sputnik-Rakete, eine neue Version, die Sputnik 8A91. Die 8A91 war eine Übergangskonstruktion zwischen dem ersten Testmodell der R-7 (8K71) und der operativen R-7A (8K74). Verbesserungen in den Herstellungsprozessen wurden verwendet, um die Dicke der Schwallwände in den Treibstofftanks zu reduzieren und damit das Gewicht zu verringern. Die Triebwerke waren etwas leistungsstärker und die Massenänderungen führten zu Änderungen des Flugplans – die vier seitlichen Booster wurden vor dem Abwurf um 25 % gedrosselt. Sputnik 3 bestand aus einem konischen Druckkörper.
Die Umlaufbahn wurde stark exzentrisch gewählt, um den Weltraum bis in eine Höhe von mehr als 1800 Kilometer zu erforschen. Die Lebenszeit wurde auf circa einen Monat geschätzt, da das System mit Batterien betrieben wurde. Es gab keine Stabilisierungssysteme. Ein Kassettenrekorder zeichnete die Daten auf und ermöglichte die spätere Wiedergabe von Daten aus Teilen der Umlaufbahn außerhalb der Reichweite von Bodenstationen und Funkamateuren mit einer Sendeleistung von einem Watt.
Zu den zwölf wissenschaftlichen Instrumenten gehörten ein Magnetometer und ein Feldmühlenelektrometer zur Messung von Feldern im Weltraum, vier Weltraumstrahlungsdetektoren zur Untersuchung der kosmischen und solaren Teilchenstrahlung, ein Massenspektrometer und zwei Druckmesser zur Analyse der verdünnten äußeren Atmosphäre, eine Ionenfalle zur Messung von Plasma und ein piezoelektrisches Mikrofon zum Zählen von Mikrometeoritenschlägen. An Bord befand sich auch eine experimentelle Solarbatterie, die einen der Sender mit Strom versorgte. Erstmals wurde ein aktives Wärmesteuerungssystem verwendet, um die interne Betriebstemperatur aufrechtzuerhalten.

## Geschichte/Flugverlauf
Nachdem der eigentliche Sputnik 3 am 27. April 1958 bei einem Fehlstart verloren ging, wurde diese Mission in Sputnik (3) umbenannt und ein Ersatzsatellit gebaut.
Sputnik 3 wurde schließlich am 15. Mai 1958 auf einer Sputnik-Trägerrakete vom Kosmodrom Baikonur in einen niedrigen Erdorbit gebracht. Von dort aus arbeitete er ca. einen Monat lang, bis seine Batterien erschöpft waren und man die Mission beendete.
Sputnik 3 trat am 6. April 1960 in die Erdatmosphäre ein und verglühte.